# Caperonia
Caperonia es un género perteneciente a la familia de las euforbiáceas con 52 especies de plantas descritas y de estas, solo 35 aceptadas.

## Taxonomía
El género fue descrito por Augustin Saint-Hilaire y publicado en Histoire des plantes les plus remarquables du Bresil ... 244. 1826. La especie tipo es: Caperonia castaneifolia (L.) A. St.-Hil. 

## Especies
1. Caperonia aculeolata - S Brasil
2. Caperonia altissima - Paraguay
3. Caperonia angustissima - Guyana
4. Caperonia bahiensis - E Brasil, Paraguay
5. Caperonia buettneriacea - S Brasil
6. Caperonia capiibariensis - Paraguay
7. Caperonia castaneifolia -  México + West Indies to Paraguay + NE Argentina;
8. Caperonia castrobarrosiana - Maranhão
9. Caperonia chiltepecensis - Veracruz, Oaxaca
10. Caperonia corchoroides - Guyana, Suriname
11. Caperonia cordata - S Brasil, NE Argentina, Paraguay, Uruguay
12. Caperonia cubana - Cuba
13. Caperonia fistulosa - África de Malí a Somalia a Namibia
14. Caperonia gardneri - Brasil
15. Caperonia glabrata - Paraguay,s
16. Caperonia heteropetala - S Brasil
17. Caperonia langsdorffii - São Paulo  , Mato Grosso
18. Caperonia latifolia W + C Africa from Togo to Tanzania
19. Caperonia latior - Paraguay
20. Caperonia linearifolia - S Brasil, NE Argentina, Uruguay
21. Caperonia lutea - Guyana
22. Caperonia multicostata - E Brasil
23. Caperonia neglecta - Veracruz, Honduras, Panamá, Colombia, Venezuela, Bolivia
24. Caperonia palustris   Paraguay + N Argentina
25. Caperonia paraguayensis - Paraguay
26. Caperonia regnellii - Minas Gerais
27. Caperonia rutenbergii - Madagascar
28. Caperonia serrata - África tropical
29. Caperonia similis -  Amazonas
30. Caperonia stenophylla - Minas Gerais, 3 Guianas
31. Caperonia stuhlmannii - Tanzania (incl. Zanzíbar), Malawi, Mozambique, Zambia, Zimbabue, KwaZulu-Natal
32. Caperonia subrotunda - Somalia
33. Caperonia vellozoana - Río de Janeiro
34. Caperonia zaponzeta - Perú